# Dráscula: The Vampire Strikes Back
Dráscula: The Vampire Strikes Back (исп. Dráscula: El Vampiro) — графический квест, разработанный Alcachofa Soft в 1996 году. Разработанный в Испании, он стал первой игрой студии Alcachofa. В 1999 студия Midas Interactive Entertainment выпустила в Великобритании англоязычную версию игры. Сюжет Dráscula повествует о Джоне Хакере, риэлторе, который пытается помочь Графу Дракуле продать недвижимость в Трансильвании.
В сентябре 2016 года, поддержка игры была добавлена в ScummVM, после того, как Alcachofa передала исходный код команде разработчиков. Впоследствии Alcachofa выпустила новую версию данной игры, распространяемую бесплатно.

## Критика
Dráscula не снискала большого успеха у покупателей. В 2003 журналист GameLive PC Джерард Масноу писал, что «неудачная система дистрибуции отпугнула многих игроков, не дав им насладиться культовой классикой». В 2008 Джэк Аллин из Adventure Gamers описывал данную игру как «редкую». В 2012 журналист испанского интернет издания MeriStation, посвящённого играм, отметил, что политически некорректный юмор игры «выглядит устаревшим по современным меркам», но тем не менее остаётся «тайной слабостью [игроков]». В 2017 журнал HobbyConsolas признал игру одним из девяти лучших испанских графических квестов. Как отмечает Клара Кастано Руиз, «Вместе с Igor: Objective Uikokahonia, это были первые игры в данном жанре в нашей стране».